# Deszeret
| dSr | D21 · t | N |

| dSr | D21 · t | N |

| N |

| N |

Deszeret

Deszeret (staroegip. dšrt) także: Net – (dosł. czerwony – tzn. korona czerwona) lub Bit (dosł. pszczoła – symbol Dolnego Egiptu, także oznacza: król Dolnego Egiptu) lub  Mehes (dosł. korona Dolnego Egiptu) – korona egipskich władców o kształcie ściętej czapy o wysokiej tylnej części, dekorowanej z przodu spiralą Chabet. Był to atrybut władzy faraona nad Dolnym Egiptem.
| n · t | N |

| n · t | N |

| M15 · N · z |

| M15 · N · z |

| N · t |

| N · t |

| M15 | s | N |

| M15 | s | N |

| bit · t |

| bit · t |